# Космос-231
Космос-231 је један од преко 2400 совјетских вјештачких сателита лансираних у оквиру програма Космос.
Космос-231 је лансиран са космодрома Тјуратам, Бајконур, СССР, 10. јула 1968. Ракета-носач Р-7 Семјорка (рус. Семёрка) (8К71, НАТО ознака SS-6 Sapwood) са додатим степеном је поставила сателит у орбиту око планете Земље. Маса сателита при лансирању је износила 4730 килограма. Космос-231 је био осматрачки сателит.